# Meeuwen-Gruitrode
Meeuwen-Gruitrode è un comune belga di 12 611 abitanti, situato nella provincia fiamminga del Limburgo belga.